# 나이절 호손
나이절 버나드 호손 경(영어: Sir Nigel Bernard Hawthorne, CBE, 1929년 4월 5일~2001년 12월 26일)은 영국 잉글랜드의 배우이다. 1996년 '조지 왕의 광기'로 제1회 엠파이어 남우주연상을 수상했다.

## 서훈
- 1987년 대영 제국 훈장 3등급(CBE)
- 1999년 Knight Bachelor(기사작위)

## 출연 작품
- 데몰리션 맨 - 닥터 레이몬드 콕쇼 역
- 조지왕의 광기 - 조지 3세 역
- 아미스타드 - 마틴 반 부렌 역
- 머더 인 마인드 (협력 프로듀서, 주연)
- 콜 미 산타클로스 - 닉 역